# Трилобиты
Трилоби́ты (лат. Trilobita) — класс вымерших морских членистоногих, имевший большое значение для фауны палеозойских образований земного шара. Известно свыше 10 тыс. ископаемых видов и 5 тыс. родов, объединяемых в 150 семейств и 9—10 отрядов. Древнейшие трилобиты появляются в кембрийском периоде.

## История открытия
Впервые трилобиты были описаны Эдвардом Ллуйдом в 1698 году под названием Trinuclei. Затем их описал Линней в 1745 году как род Entomolithes. Класс трилобиты (Trilobita) ввёл в систематику немецкий учёный И. Э. Вальх в 1771 году. Trilobitum в переводе с латинского означают «трёхдольный» («трёхлопастный»), потому что тело трилобитов состоит из трёх долей.

## Стратиграфическое значение
В геологической летописи трилобиты появляются в кембрийском периоде, и уровень их первого появления (FAD) предлагают использовать для установления нижней границы (подошвы) ещё неназванного яруса 3 в Международной стратиграфической шкале (МСШ) и его корреляции с атдабанским ярусом в Общей стратиграфической шкале (ОСШ). Однако древнейшие трилобиты появляются на разных стратиграфических уровнях в зависимости от региона.
Самыми древними и примитивными трилобитами могут быть виды рода Profallotaspis, впервые появляющиеся на территории Сибирской платформы в низах атдабанского яруса, либо Hupetina antiqua, Bigotina bivallata и виды Eofallotaspis, впервые появляющиеся в марокканской формации Игудин (англ. Igoudine Formation), в низах иссендалейского яруса в региональной шкале. На Иберийском полуострове находятся отложения с, вероятно, ещё более древними трилобитами, включая вид Lunagraulos tamamensis и род Serrania, появляющиеся в низах регионального оветского яруса, который вместе с марокканской зоной Eofallotaspis иссендалейского яруса коррелируется с атдабанским ярусом.
Первое появление видов Triangulaspis annio, Hebediscus attleborensis, Arthricocephalus chauveaui, Oryctocarella duyunensis, или родов Serrodiscus, Calodiscus, Redlichia, Olenellus, Judomia и Bergeroniellus различные авторы предлагают для определения нижней границы кембрийского яруса 4 в МСШ.

## Морфология
Морфология тела трилобитов полностью соответствует организации типа членистоногих (ближайшие современные аналоги — мокрицы и мечехвосты). Строение тела трилобитов несёт свидетельства приспособленности к придонному образу жизни: мощный панцирь (экзоскелет), уплощённость, гиперглаза на верхней стороне тела, расположение рта и ног на брюшной стороне тела.
Длина тела трилобитов доходила до 72 см (Isotelus), и даже до 90 см. Тело состояло из защищённой панцирем головы с двумя глазами, сегментированного туловища (торакс) и хвоста (пигидий).

### Голова
Головной щит (цефалон) имеет форму полукруга. Средняя часть головного щита называется глабелью, боковые — щеками (либригены); задние углы щёк нередко вытянуты в более или менее длинные щёчные остроконечия. Головной щит редко состоит из одной неразрывной части, обыкновенно же разделяется с помощью особых линий или так называемых швов на несколько отдельных частей, по которым после смерти и при процессах окаменения нередко происходило распадение головного щита. К этим отдельным частям принадлежит и особая пластинка на завороченной части щита, так называемая гипостома (или верхняя губа), служившая, вероятно, прикрытием живота. По предположениям учёных, в голове трилобитов располагался желудок, сердце и мозг.

### Туловище и хвост
Туловище распадается на среднюю, или осевую, часть (аксиальную долю) и боковые части (плевры), тогда как на хвостовом щите как на продолжении 3 соответствующих частей туловища отличают осевую лопасть и боковые лопасти. Осевые части туловища и хвостового щита в окаменелом состоянии открыты снизу, так как они были прикрыты при жизни тонкой кожицей, но у боковых частей сохранился твёрдый заворот, отличающийся обыкновенно особыми украшающими его линиями.

### Конечности и прочее
Реже встречаются в окаменелом виде неизвестковые части скелета: конечности (ноги) и щупальца. Конечности трилобитов многофункциональные, то есть выполняли сразу несколько функций — двигательную, дыхательную и жевательную. Придатки брюшной стороны, открытые в последнее время, состоят: 1) из четырёх пар конечностей под головным щитом по бокам ротового отверстия, состоящих из 6—7 члеников и служивших частью в качестве жевательных органов. Конечные члены задней пары имели вид плавательных лопастей; 2) из парных двуветвистых конечностей, находящихся как под туловищными, так и под хвостовыми сегментами, состоящих из некоторого числа члеников, оканчивающихся коготками. Над наружной ветвью находились ещё особые двуветвистые и спирально свернутые придатки, рассматриваемые как жабры.

### Органы чувств
Трилобиты обладали сложными фасеточными глазами, которые были посажены на стебельки у тех животных, которые зарывались в ил.
Считается, что по строению глаз трилобиты отличались от абсолютного большинства современных живых организмов — вместо кристаллинового хрусталика у них имелись минеральные линзы из кальцита. Тем не менее, некоторые ученые считают наличие кальцитовых линз у трилобитов результатом посмертной минерализации. Среди современных организмов минеральные зрительные линзы встречаются только у офиур и моллюска хитона (Acanthopleura granulata), однако по сложности устройства их органы зрения не идут ни в какое[уточнить] сравнение с глазами трилобитов.
Наиболее древние ископаемые остатки трилобитов указывают на отсутствие хрусталиков в «ранних версиях» глаз.
Представители отряда Agnostida совершенно лишены глаз, что, по-видимому, связано с жизнью на большой глубине либо в мутной воде.
По расположению и количеству призм глаза трилобитов делятся на три группы:
- голохроические, состоящие из большого количества (до 15 тыс.) плотно прижатых друг к другу призматических линз, обычно покрытых общей прозрачной оболочкой;
- шизохроические, со зрительной поверхностью, состоящей из округлённых или многоугольных линз (до 700), каждая из которых покрыта оболочкой и отделена от других;
- абатохроические, встречающиеся у представителей кембрийского подотряда Eodiscina и отличающиеся от шизохроических меньшим количеством (не более 70) и размером линз.

У некоторых трилобитов (Triarthrus) различимы органы осязания — пара длинных усиков-антенн на голове впереди ротового отверстия.
В 2023 году у трилобитов Aulacopleura koninckii и Cyclopyge sibilla между фасеточными глазами обнаружены три простых глазка, покрытых толстым слоем кутикулы.

## Образ жизни
Встречались свободноплавающие, ползающие, а также роющие животные. Помимо окаменелостей, трилобиты оставили многочисленные следы жизнедеятельности, предположительно к ним относят следы покоя (Rusophycus) и ползания (Cruziana и Diplichnites).

### Онтогенез
Развитие трилобитов происходило с метаморфозом: яйцо, личинка, взрослая особь. Значительная часть ископаемых находок трилобитов приходится на спинные панцири, которые животные сбрасывали во время линьки, и на которых потому отсутствует подвижная часть щеки. Сохранились свидетельства того, что трилобиты последовательно линяли, причём после каждой линьки их туловище увеличивалось на несколько сегментов.

### Размножение
Сохранились ископаемые яйца и личинки трилобитов. Такой способ размножения присущ современным мечехвостам. Считается, что трилобиты были обоеполыми. Свидетельством этого является наличие выводковой сумки.

### Питание
Среди трилобитов некоторые группы питались илом, другие — мелкими беспозвоночными, а некоторые — планктоном (Cryptolithus). Многие трилобиты (Asaphus kowalewski), вероятно, были хищниками, несмотря на отсутствие челюстей. Для измельчения пищи им служили видоизменённые придатки на основаниях конечностей (гнатобазы).
Обнаруженные отпечатки свидетельствуют, что одной из жертв трилобитов были неопознанные червеобразные существа.

### Сворачивание
Многие трилобиты обладали способностью свёртывать своё тело как мокрицы так, что всё мягкое тельце оказывалось под панцирем. Сворачивание служило защитой от более крупных хищников.

## Распространение
Число трилобитов достаточно велико. Ещё Барранд насчитал их свыше 1700 видов, из которых 252 относятся к кембрийскому периоду, в силурийском периоде: 866 к нижнесилурийской (ныне ордовикский период), 482 к верхнесилурийской эпохам (ныне собственно силурийский период), 105 к девонскому и только 15 к каменноугольному периоду; в пермский период переходит только 1 вид.
Работа по классификации трилобитов была для палеонтологов трудной. Оказалось, что нельзя исходить из какого-либо одного признака, а надо учитывать много признаков вместе. Древнейшая группа Olenidae преобладает в кембрийском периоде — она характеризуется большим числом сегментов в туловище, преобладанием величины головы над хвостовым щитом (у других трилобитов они обыкновенно равны по величине), малым развитием глаз и лицевого шва, притом способность свертывания ещё мало у них развита. В ордовике особенно заметна группа Asaphidae. У них число сегментов туловища постоянно и равно 8, хорошо развитые сложные глаза, поверхность всегда гладкая; семейство Phacopidae распространено от ордовика до девона. У них постоянное число сегментов 13 и глаза имеют своеобразный вид. В силуре распространены группы Proetidae, Bronteidae, Calymenidae, которые переходят в девонскую систему; в каменноугольной системе встречаются только представители Proetidae.
Особенно хорошо сохранившиеся остатки трилобитов находят в провинции Юньнань в Китае (маотяньшаньские сланцы), в провинции Альберта в Канаде (сланцы Бёрджес), в штате Нью-Йорк в США, и в земле Рейнланд-Пфальц в ФРГ (хунсрюкские сланцы).
Остатки кембрийских трилобитов часто находят в районе Ленских столбов на территории Якутии.
В Ленинградской области, вдоль Балтийско-Ладожского глинта, расположено множество местонахождений ордовикских трилобитов. Больше всего распространены трилобиты из отряда Asaphida и рода Illaenus. Многие жители Санкт-Петербурга увлекаются поиском и коллекционированием этих ископаемых.
Предположительно, на основе построенной компьютерной модели, примерно 250 млн лет назад резко поднялись среднегодовые температуры (на 10—20 °C выше, чем сейчас), вода нагрелась, в том числе на глубинах до трех километров, уровень кислорода во многих слоях воды упал практически до нуля, и многие древние организмы, в том числе и трилобиты, попросту задохнулись. В конце пермского периода последние трилобиты вымерли.